# Howard Flight
Howard Emerson Flight, baron Flight, né le 16 juin 1948, est un homme politique britannique conservateur au Royaume-Uni et membre de la Chambre des lords. Il est député d'Arundel et de South Downs de 1997 à 2005. 

## Biographie
Flight fait ses études à la Brentwood School, au Magdalene College de Cambridge et à la Ross School of Business de l'Université du Michigan. De 1970 à 1998, il travaille comme conseiller en investissement et directeur dans différentes banques. Il se présente sans succès au Parlement pour Bermondsey aux élections générales de février et d'octobre 1974. Flight est l'auteur de Tout ce que vous devez savoir sur les taux de change (1989) et il contribue au livre La ville en Europe et dans le monde (2005). Il est marié à Christabel depuis 1974. Le couple a quatre enfants : Kitty, Thomas, Josie et Maryanne. Son épouse, qui a le droit d'être connue sous le nom de Lady Flight, est actuellement conseillère représentant le quartier Warwick au conseil municipal de Westminster.